# Thomas Lane
Thomas Lane – obszar niemunicypalny w hrabstwie Kern, w Kalifornii (Stany Zjednoczone), na wysokości 102 m. Znajduje się około 2 km na południowy zachód od miasta Shafter.